# Барсук-Моисеев, Фома Иванович
Фома Иванович Барсук-Моисеев (Мойза) (1768 — 11 [23] июня 1811, Москва) — российский врач, экстраординарный профессор физиологии и диететики Московского университета, доктор медицины, надворный советник.

## Биография
Родился в Малороссии. Начальное образование получил в Киево-Могилянской академии, где обучался философским наукам и иностранным языкам. В академии русифицировал свою фамилию и добавил к ней анаграмму слова «бурсак»). В 1788 году был зачислен в казённокоштные студенты медицинского факультета Московского университета, который окончил кандидатом медицины в 1793 году. Получил золотую медаль за сочинение по повивальному искусству. В Московском университете был учеником Михаила Ивановича Скиадана, одну из книг которого, написанную на латыни, позднее перевёл на русский язык.
Первый в Московском университете 17 августа 1793 года начал испытание на степень доктора медицины при депутатах от медицинской конторы и, по защите диссертации «De respiratione» («О дыхании») 24 марта 1793, получил первый диплом доктора медицины, выданный Московским университетом 29 марта 1794 года. В 1795 году получил должность экстраординарного профессора; читал физиологию, патологию, терапию, семиотику и диететику.
Был депутатом от Московского университета на коронациях императоров Павла I (1797) и Александра I (1801).
С 1811 году — в отставке, «за нечаянный порок невоздержанности». В том же году, 11 июня, он скончался; был похоронен на Ваганьковском кладбище. Его рано умершая (10.02.1796) жена, Христина Ивановна была похоронена на Миусском кладбище.

## Научные интересы
Изучал проблемы физиологии дыхания. Печатные труды представлены в основном переводами с латыни и французского языка:
- «О превосходном блаженстве человеческом; философское рассуждение, Священным Писанием подкрепляемое» (1785);
- «Способ лечить болезни» Г. Гамбергера (перев., М., 1789);
- «Медицинская практика или наставление лечить болезни, по большей части случающиеся в общежитии» Иоанна Рубелия (перев. с лат., М., 1789);
- «Полный и всеобщий лечебник, или курс медицины Фридрикса Рибеля с приобщением фармакопеи и врачебного веществословия Г. Селле» (в 7 частях, М., 1791);
- «Детский лечебник, сочинение славного монтпельского врача, в пользу детей написанное» (2 ч., М., 1793);
- «De respiratione. Dissertatio inaug u ralis» (М., 1794);
- «Слово о причинах и действиях страстей душевных, также о способе умерять и укрощать оные для благополучной и спокойной жизни», М. И. Скиадана (перев. с лат., М., 1794);
- «Физиология или наука о естестве человеческом», Фридриха Блуменбаха (перев. с лат., 2 ч., М., 1796);
- «О влиянии воздуха, времён года и метеоров на здравие человеческое» (1801).
- «Туртелева гигиена» (перев. с франц., М., 1809).